# ルイ＝フランソワ・ルジューヌ
ルイ＝フランソワ・ルジューヌ（Louis-François Lejeune、1775年2月3日 - 1848年2月29日）は、フランスの軍人、画家である。ナポレオン軍に参加し、少将にまで昇進した。ナポレオン戦争が終わった後、画家として、ナポレオン戦争の情景を描いた。

## 略歴
ストラスブールで生まれた。画家になるためにピエール＝アンリ・ド・ヴァランシエンヌやジャン＝ヴィクトール・ベルタンのスタジオで学んでいたが、1792年にフランス革命戦争が始まると、革命軍に志願した。
ヴァルミーの戦いで軍功をあげ、砲兵部隊の軍曹に任じられ、1794年と1795年はオランダ方面で戦った。1800年からルイ＝アレクサンドル・ベルティエ将軍の配下で働き、マレンゴの戦いの軍功で大尉に昇進し、1805年のアウステルリッツの戦いではレジオンドヌール勲章を受勲した。スペインでの戦いの後大佐に昇進した。その後、負傷し、イギリス軍の捕虜になったりしたが、1810年に男爵に叙せられた。
1812年ロシア戦役では、ルイ＝ニコラ・ダヴー将軍の参謀長を務めたが、ひどい凍傷によって任務を離れたため、ナポレオンの命令で逮捕され収監された。1813年に解放された後、軍務に復帰し、ニコラ・ウディノ将軍の参謀長になり、リュッツェンの戦いなどで軍功を挙げたが、ハーナムの戦いの後、1813年11月に軍から退役した。
退役後は画業に専念し、自らが戦場で残したスケッチなどをもとに戦争画を描いた。フランス復古王政後の1818年に軍務に復帰したが画家としての仕事は続けた。1924年にスウェーデン王妃になったフランス女性デジレ・クラリーの姪の女性と結婚した。1837年にトゥールーズの高等美術学校(École supérieure des beaux-arts de Toulouse)の校長になり、1841年にトゥールーズの市長になった。1841年にレジオンドヌール勲章（グラントフィシエ）を受勲した。
トゥールーズで心臓麻痺で亡くなった。